# This One's for You (David Guetta)
This One's for You è un singolo del DJ francese David Guetta, pubblicato il 13 maggio 2016.

## Descrizione
Il brano, che è stato scelto come inno ufficiale degli Europei di calcio 2016, vede la partecipazione della cantante svedese Zara Larsson ed è stato incluso nella versione giapponese del secondo album in studio di quest'ultima So Good.

## Promozione
Guetta e Larsson hanno presentato This One's for You dal vivo sia all'apertura che alla chiusura del campionato europeo di calcio 2016, che si è tenuto nel paese d'origine del DJ. Un'ulteriore esibizione si è tenuta nel Campo di Marte, al di sotto della Torre Eiffel, il 9 giugno 2016.

## Video musicale
Il video musicale, presentato dalla Turkish Airlines, è stato reso disponibile il 10 giugno 2016.

## Tracce
Testi e musiche di David Guetta, Giorgio Tuinfort, Nick van de Wall, Ester Dean e Thomas Troelsen.
Download digitale, streaming
1. This One's for You (feat. Zara Larsson) – 3:27

CD singolo (Germania, Austria e Svizzera)
1. This One's for You (feat. Zara Larsson) – 3:27
2. This One's for You (feat. Zara Larsson) (Instrumental) – 3:27

Download digitale, streaming – Remixes EP
1. This One's for You (feat. Zara Larsson) (Extended) – 4:37
2. This One's for You (feat. Zara Larsson) (Kungs Remix) – 4:15
3. This One's for You (feat. Zara Larsson) (Stefan Dabruck Remix) – 5:03
4. This One's for You (feat. Zara Larsson) (GLOWINTHEDARK Remix) – 3:20
5. This One's for You (feat. Zara Larsson) (Official Song UEFA EURO 2016) (Kris Kross Amsterdam Remix) – 3:06
6. This One's for You (feat. Zara Larsson) (Faustix Remix) – 3:04
7. This One's for You (feat. Zara Larsson) (Stefan Dabruck Remix Radio Edit) – 3:07
8. This One's for You (feat. Zara Larsson) (Baptiste Silva Remix) – 3:23

## Formazione
Hanno partecipato alle registrazioni, secondo le note di copertina:
Musicisti
- David Guetta – strumentazione
- Zara Larsson – voce
- Giorgio Tuinfort – strumentazione, pianoforte
- Afrojack – strumentazione
- Daddy's Groove – programmazione della batteria aggiuntiva
- Rob Bekhuis – cori
- Eelco Bakker – cori
- Earl St. Clair – cori
- James Bloniarz – cori
- Quinn Garrett – cori
- Sean Bacastow – cori

Produzione
- David Guetta – produzione
- Giorgio Tuinfort – produzione
- Afrojack – produzione
- Emanuel "Email" Abrahamsson – produzione vocale, registrazione
- Thomas Troelsen – assistenza alla produzione vocale, assistenza alla registrazione
- Elio Debets – registrazione cori
- Daddy's Groove – missaggio, mastering

## Classifiche

### Classifiche settimanali
| Classifica (2016) | Posizione massima |
| ----------------- | ----------------- |
| Australia         | 67                |
| Austria           | 2                 |
| Belgio (Fiandre)  | 10                |
| Belgio (Vallonia) | 2                 |
| Canada            | 62                |
| Croazia           | 4                 |
| Danimarca         | 11                |
| Finlandia         | 10                |
| Francia           | 1                 |
| Germania          | 1                 |
| Irlanda           | 10                |
| Italia            | 8                 |
| Libano            | 12                |
| Lussemburgo       | 1                 |
| Norvegia          | 4                 |
| Paesi Bassi       | 6                 |
| Polonia           | 11                |
| Portogallo        | 1                 |
| Regno Unito       | 29                |
| Repubblica Ceca   | 9                 |
| Russia            | 113               |
| Slovacchia        | 6                 |
| Slovenia          | 5                 |
| Spagna            | 12                |
| Svezia            | 3                 |
| Svizzera          | 1                 |
| Ucraina           | 26                |
| Ungheria          | 3                 |

### Classifiche di fine anno
| Classifica (2016) | Posizione |
| ----------------- | --------- |
| Austria           | 34        |
| Belgio (Fiandre)  | 51        |
| Belgio (Vallonia) | 19        |
| Croazia           | 51        |
| Danimarca         | 66        |
| Francia           | 26        |
| Germania          | 42        |
| Italia            | 32        |
| Paesi Bassi       | 52        |
| Spagna            | 72        |
| Svezia            | 28        |
| Svizzera          | 30        |
| Ungheria          | 43        |